# Telipogon leila-alexandrae
Telipogon leila-alexandrae är en orkidéart som beskrevs av Lothar Alfred Braas. Telipogon leila-alexandrae ingår i släktet Telipogon och familjen orkidéer.
Artens utbredningsområde är Costa Rica. Inga underarter finns listade i Catalogue of Life.